# John Webster Kirklin
John Webster Kirklin (* 5. April 1917 in Muncie, Indiana; † 21. April 2004 in Birmingham, Alabama) war ein US-amerikanischer Herzchirurg.

## Leben
Kirklin war der Sohn des Direktors der Radiologie an der Mayo Clinic. Er studierte an der University of Minnesota (Bachelor 1938) und machte 1942 seinen M.D. Abschluss in Medizin an der Harvard University magna cum laude. Seine Facharztausbildung begann er am University of Pennsylvania Hospital in Philadelphia (Internship), war dann als Fellow in Chirurgie ab 1943 an der Mayo Klinik (Residency) und begann eine Ausbildung als Neurochirurg am O’Reilly General Hospital in Missouri. 1944 bis 1946 war er als Neurochirurg in der US-Armee, zuletzt im Rang eines Captain. Danach setzte er seine Facharztausbildung (Residency) an der Mayo Clinic fort, wobei er sechs Monate am Boston Children´s Hospital als Assistant Resident in der Pädiatrie bei dem Chirurgen Robert E. Gross war. Dort wechselte er von der Neurochirurgie zur Herzchirurgie.
Ab 1950 war er wieder an der Mayo Klinik. In den 1950er Jahren verbesserte er dort die Herz-Lungen-Maschine (ursprünglich von John Heysham Gibbon entwickelt, der damit 1953 eine erste Operation am Menschen durchführte, aber von diesem zwischenzeitlich wieder aufgegeben) so weit, dass sie routinemäßig zum Beispiel bei Herzoperationen verwendet werden konnte. Unter anderem entwickelte er mit Kollegen einen Oxygenator und eine Pumpe (Mayo-Gibbon-Pump). Er führte damit als einer der Ersten 1955 eine Reihe von Operationen am offenen Herzen durch. Außerdem  war er ein Pionier in der Entwicklung von Operationstechniken bei der operativen Behandlung einer Reihe angeborener Herzfehler (wofür er als Spezialist bekannt war), bei Herzklappen-Operationen und koronaren Herzerkrankungen. 1960 wurde er Professor und 1964 Leiter der Chirurgie an der Mayo Klinik. 1966 ging er als Professor und Leiter der Chirurgie an die University of Alabama (UAB) Medical School in Birmingham (Alabama), wo er das System der zugehörigen Hospitäler stark ausbaute, ein eigenes System der Ärzteausbildung etablierte und die UAB in den USA zu einem Zentrum für Herzchirurgie machte. Eine von ihm gegründete Klinik ist dort zu seinen Ehren benannt (gebaut vom Architekten I. M. Pei). 1982 trat er an der UAB von Leitung zurück, operierte aber noch bis 1989.
1972 erhielt er die Lister-Medaille. Er war Honorary Fellow des Royal College of Surgeons (1969) und des Royal College of Surgeons of Ireland. Er war mehrfacher Ehrendoktor (Hamline University, München, Georgetown University, St. Paul (Minnesota), Indiana University, Bordeaux, Marseille). Er war Mitglied des Institute of Medicine der National Academy of Sciences. Er erhielt den Research Achievement Award der American Heart Association, die Medaillon for Scientific Achievement der American Surgical Association, den Rudolph Matas Award in Vascular Surgery und den Ray C. Fish Award des Texas Heart Institute (1977). 1967 hielt er die Caldwell Lecture an der Harvard University (The Tetralogy of Fallot).
Er war Herausgeber des Journal of Thoracic and Cardiovascular Surgery und war Präsident der American Association for Thoracic Surgery. Er veröffentlichte als Autor oder Ko-Autor über 700 Arbeiten. Bekannt ist er auch für sein zweibändiges Lehrbuch Cardiac surgery: morphology, diagnostic criteria, natural history, techniques, results, and indications (Churchill Livingstone, 1956) mit Brian Barratt-Boyes.
Er war mit der Ärztin Margaret K. Kirklin (gestorben 2009) verheiratet, hatte zwei Söhne und eine Tochter. Seine Frau war akademische Leiterin des Ausbildungsprogramms für Chirurgen, das Kirklin ab 1967 an der UAB einrichtete. Sein Sohn James Kirklin ist selbst Herzchirurg und Leiter der Abteilung Herztransplantation an der UAB.